# Relaciones Bélgica-Perú
Las relaciones entre Bélgica y Perú se refieren a las relaciones bilaterales entre Bélgica y Perú. Ambos países son miembros de las Naciones Unidas.
Ambos países establecieron relaciones en el siglo XIX. Bélgica tiene una embajada en Lima que también está acreditada ante Bolivia y Ecuador, y Perú tiene una embajada en Bruselas también acreditada ante Luxemburgo y la Unión Europea.
Bélgica es el sexto socio comercial del Perú dentro de la Unión Europea y un inversionista europeo principalmente en los sectores de energía y transporte del país. Ambos países también han firmado varios acuerdos bilaterales.

## Historia
Ambos países establecieron relaciones en el siglo XIX. Durante la Segunda Guerra Mundial, el gobierno peruano nombró un encargado de negocios ante el gobierno belga en el exilio en Londres, también acreditado ante otros gobiernos en el exilio como los de Polonia, Países Bajos, Checoslovaquia, Noruega y Yugoslavia.
Una misión humanitaria belga patrocinada por la embajada llegó al Perú el 22 de enero de 1965, concentrándose desde entonces en trabajar en las zonas rurales del Perú, construyendo infraestructura y donando bienes a las comunidades locales.
Bélgica mantuvo una residencia de embajada en el distrito de Jesús María hasta que se mudó a Barranco en 2021.

## Visitas de alto nivel
Visitas de alto nivel de Bélgica a Perú
- Primer Ministro Yves Leterme (2008)
- Princesa Astrid de Bélgica (2014)

- Ministro de Asuntos Exteriores Didier Reynders (2015 y 2017)

- Secretario General Dirk Achten (2017)

## Misiones diplomáticas residentes
- Bélgica tiene una embajada en Lima.
- Perú tiene una embajada en Bruselas.